# 12. kongres SKJ
12. kongres Saveza komunista Jugoslavije održao se je od 26. do 29. lipnja 1982. godine u kongresnoj dvorani Sava centra u Beogradu. Ovo je bio prvi kongres SKJ poslije Titove smrti.
Kongresu je nazočio 1721 delegat, 323 visoka državna dužnosnika i 118 različitih delegacija.
Dnevni red Dvanaestog komgresa bio je:
- izbor radnih tijela
- verifikacija punomoći delegata
- izvješća o radu organa SKJ između Jedanaestog i Dvanaestog kongresa:
  - Centralnog komiteta SKJ
  - Komisije za statutarna pitanja
  - Nadzorne komisije SKJ
- referat Dušana Dragosavca, predsjednika Predsjedništva CK SKJ
- rasprava o referatu i izvješćima organa SKJ
- izbor kongresnih komisija odnosno njihovih predsjedništava i predsjednika
- rasprava u komisijama o idućim zadatcima SKJ i o nacrtima dokumenata 12. kongresa
- usvajanje rezolucija 12. kongresa SKJ i dopuna i izmjena Statuta SKJ

Na Dvanaestom kongresu izabran je novi Centralni komitet koji su činila 163 člana, Komisija za statutarna pitanja od 24 člana i Nadzorna komisija od 15 članova. Za novog predsjednika Predsjedništva CK SKJ izabran je Mitja Ribičič.

## Članovi CK SKJ
- Članovi Centralnog komiteta Saveza komunista Jugoslavije izabrani na Dvanaestom kongresu:

Ramiz Abduli, Roman Albreht, Dušan Alimpić, Şahin Arif[provjeriti izvorno pisanje], Krste Atanasovski, Milorad Babić, Vladimir Bakarić, Eržebet Balažević, Milutin Baltić, Dimče Belovski, Pál Benak[provjeriti izvorno pisanje], Jure Bilić, Jakov Blažević, Dušan Bogdanov, Slobodan Bojanić, Lojze Briški, Nevena Bubanja, Marinko Bulatović, Vera Bunteska, Ilija Vakić, Danilo Vasić, Živan Vasiljević, Dušan Veljković, Andrej Verbič, Dobrivoje Vidić, Tihomir Vilović, Radovan Vlajković, Azem Vllasi, Tihomir Vlaškalić, Anton Vratuša, Josip Vrhovec, Vuko Vukadinović, Boško Vukov, Miodrag Vuković, Bruno Vuletić, Špiro Galović, Majda Gaspari, Dušan Gligorijević, Stanka Glomazić–Leković, Vesela Gogova, Petar Gračanin, Aleksandar Grličkov, Boro Denkov, Veli Deva, Stojan Dimovski, Nijaz Dizdarević, Stane Dolanc, Zvone Dragan, Dušan Dragosavac, Milojko Drulović, Rato Dugonjić, Marko Đuričin, Predrag Đurić, Vidoje Žarković, Silvija Žugić–Rijavec, Anton Zupančič, Ljubiša Igić, Trpe Jakovlevski, Petar Jakšić, Slavojka Janković, Vlado Janžič, Georgije Jovičić, Šaban Kevrić, Nikola Kmezić, Rudi Kolak, Lazar Koliševski, Kemal Korajlić, Dragutin Kosovac, Đorđe Kostić, Sergej Krajger, Anica Kristan, Boško Krunić, Milan Kučan, Ivica Kukoč, Iljaz Kurteshii, Todo Kurtović, Đorđe Lazović, Marko Lolić, Milojko Lučić, Nikola Ljubičić, Nandor Major, Branko Mamula, Živko Marčeta, Slavko Marićević, Andrej Marinc, Dragoslav Marković, Krste Markovski, Petar Matić, Rudolf Matošević, Ahmet Mehović, Munir Mesihović, Fatima Midžić, Niko Mihaljević, Cvijetin Mijatović, Branko Mikulić, Obren Milačić, Slavka Miladinović, Veljko Milatović, Luka Miletić, Smiljka Milojević, Miloš Minić, Lazar Mojsov, Veselj Morina[provjeriti izvorno pisanje], Bogoljub Nedeljković, Mirko Ostojić, Najdan Pašić, Milan Pavić, Ivo Perišin, Dragoljub Petrović, Milka Planinc, France Popit, Dušan Popović, Mihajlo Popović, Miran Potrč, Hamdija Pozderac, Radenko Puzović, Ivica Račan, Ilija Radaković, Miljan Radović, Mićo Rakić, Hisen Ramadani, Nikola Ražnatović, Mitja Ribičič, Marjan Rožič, Alenko Rubeša, Zorka Sekulović, Boro Simić, Jakov Sirotković, Janko Smole, Aleksandar Spirkovski, Vojislav Srzentić, Petar Stambolić, Metodija Stefanovski, Nikola Stojanović, Stanislav Stojanović, Stojan Stojčevski, Vlado Strugar, Taip Taipi, Arif Tanović, Branko Trpenovski, Dane Ćuić, Dobroslav Ćulafić, Fadil Quranoli, Igor Uršić, Ivo Fabinc, Marko Filipović, Nikica Franović, Kiro Hadži–Vasilev, Sinan Hasani, Franjo Herljević, Sanije Hiseni, Ivan Hočevar, Fadilj Hodža, Jože Ciuha, Marijan Cvetković, Angel Čemerski, Dušan Čkrebić, Milan Džajkovski, Boško Šiljegović, Kolë Shiroka, Drago Šofranac, Mika Špiljak, Ali Shukria.